# Eulepidotis consequens
Eulepidotis consequens är en fjärilsart som beskrevs av Dyar 1914. Eulepidotis consequens ingår i släktet Eulepidotis och familjen nattflyn. Inga underarter finns listade i Catalogue of Life.